# Polyboroides radiatus
Polyboroides radiatus là một loài chim trong họ Accipitridae. Đây là loài đặc hữu của Madagascar.